# 황의필
황의필(黃義弼, 1866년 9월 2일 ~ 1951년 2월 9일)은 대한제국의 언론인 겸 일제강점기의 관료로, 자는 재경(載卿), 호는 저재(樗齊), 본관은 장수이며 경상북도 문경 출신이다.

## 생애
한성신학연구원(漢城新學硏究院)에서 신학을 전공했으며 1901년 5월 《한성일보(漢城日報)》 기자로 입사했다. 《대동일보(大東日報)》와 《대한일보(大韓日報)》에서 기자 겸 주필로 근무했고 1906년부터 1908년 11월까지 일진회 기관지 《국민신보(國民新報)》에서 기자 겸 주필로 근무했다. 이러한 경력으로 인해 민족문제연구소의 친일인명사전 수록자 명단의 언론/출판 부문에 포함되었다.
1908년 11월 경상북도관찰도 주사, 1909년 2월 경상북도관찰도 문경군수로 각각 임명되었으며 한일병합 조약 체결 이후인 1910년 10월 1일부터 1911년 6월 10일 사직할 때까지 경상북도 문경군수를 역임했다. 1910년 12월 26일 정8위에 서위되었고 1912년 8월 1일 일본 정부로부터 한국병합기념장을 받았다. 관직에서 물러난 이후에 경상북도 문경에서 도촌학당(道村學堂)을 설립했다.

## 같이 보기
- 국민신보

## 참고자료
- 민족문제연구소 (2009). 〈황의필〉. 《친일인명사전 3 (ㅇ ~ ㅎ)》. 서울. 1008쪽.